# Partido Restaurador
O Partido Restaurador, também conhecido como Partido Caramuru, foi um partido político brasileiro criado em 1831, formado principalmente por comerciantes portugueses, burocratas e militares. O grupo defendia o retorno do imperador Pedro I ao trono brasileiro após sua abdicação, além de apoiar um regime monárquico fortemente centralizado. Os restauradores criticavam os demais partidos políticos da época.[carece de fontes?]
O partido foi fundado por antigos membros do Partido Português e teve apoio de jornais como O Carijó, O Caramuru e O Sete de Abril.
Foi fortemente combatido por figuras como Evaristo da Veiga, jornalista que criou a Sociedade Defensora para evitar o retorno do imperador, e por Bernardo Pereira de Vasconcelos, colaborador do jornal Aurora Fluminense. Os membros do partido eram pejorativamente apelidados de "chimangos" ou "chapéus redondos".[carece de fontes?]
Em 5 de dezembro de 1833, um movimento popular contrário à Sociedade Militar, associada ao partido, depredou a sede da sociedade e tipografias que publicavam jornais ligados ao Partido Restaurador.

### Poema satírico
No jornal Miscelânea de Pernambuco, reproduzido em O Sete de Abril de 12 de novembro de 1833, foi publicado um poema crítico ao partido, citado por Otávio Tarquínio de Sousa:
 "Perder toda a vergonha 

Servil, infame e safado 

Desejar ser cavalgado 

Tomando da besta a ronha  

Buscar a sorte medonha  

que nos prepara o traidor 

Não lhes assoma o rubor 

De curvar-se aos Lusitanos 

O que é ser restaurador".

### Extinção
Segundo relato do deputado mineiro nos Anais da Câmara (1833, tomo II, p. 48), o ex-imperador teria declarado na Europa: "Esses que se lembram no Brasil do meu nome para fazerem outra bernarda, sempre são bem asnos".[carece de fontes?]
Com a morte de Pedro I em 1834, o partido extinguiu-se e muitos de seus membros se integraram ao grupo dos chimangos.[carece de fontes?]

## Relação com a Guerra dos Farrapos
O termo Caramuru também foi resgatado e utilizado como designação depreciativa pelos farroupilhas para se referirem aos soldados imperiais durante a Guerra dos Farrapos.